# Sergei Chalibashvili
Sergei Chalibashvili [em georgiano:  სერგო შალიბაშვილი; em russo:  Шалибашвили Сергей] (Tbilisi 22 de Junho de 1962 – Edmonton, 16 de Julho de 1983) foi um saltador para a água georgiano que competia pela União Soviética, medalhista de prata no Campeonato Europeu da Juventude, em 1978 em Florença, saltando da plataforma de 10 m.
Chalibashvili é lembrado por ser, até hoje, o único atleta conhecido de esportes aquáticos a ter morrido como resultado direto de um acidente durante um treinamento ou competição em um evento multiesportivo internacional, como os Jogos Mundiais Universitários, Jogos Olímpicos ou Jogos da Commonwealth. Ele morreu aos 21 anos de idade após um acidente durante a Universíada de Verão de 1983, 
em Edmonton, Canadá, após bater com a cabeça na plataforma enquanto tentava dar cambalhotas reversas de 3½ na posição de dobra. Devido a uma "lesão cerebral craniana aguda devido a traumatismo contuso", ele entrou em coma por uma semana e, posteriormente, morreu de insuficiência cardíaca, nunca tendo recuperado a consciência. A pontuação total obtida para o salto foi de 0.0, após um juiz francês ter feito uma estimativa de pontuação de -3,5.

## Homenagens
- Na Universidade de Calgary, há uma bolsa de estudos em homenagem a Chalibashvili para os membros da equipe de natação da universidade[4].

## Títulos
- 3x Campeão Soviético de Saltos Ornamentais (Plataforma de 10 m)[1]: 1980, 1981, 1982